# Nisskallan
Nisskallan är en ö i Finland. Den ligger i Norra kvarken eller Bottenhavet och i kommunerna Malax och Korsnäs i landskapet Österbotten, i den västra delen av landet. Ön ligger omkring 41 kilometer väster om Vasa och omkring 370 kilometer nordväst om Helsingfors.
Öns area är 1,9 hektar och dess största längd är 310 meter i sydöst-nordvästlig riktning.